# NGC 3428
NGC 3428 (NGC 3429) je prečkasta spiralna galaktika u zviježđu Lavu. Naknadno je utvrđeno da je ista galaktika kao i NGC 3429.

## Vanjske poveznice
- (eng.) SEDS: NGC 3428
- (eng.) Revidirani Novi opći katalog
- (eng.) Izvangalaktička baza podataka NASA-e i IPAC-a
- (eng.) Astronomska baza podataka SIMBAD
- (eng.) VizieR